# Eurytion lethifer
Eurytion lethifer är en mångfotingart som beskrevs av Crabill 1968. Eurytion lethifer ingår i släktet Eurytion och familjen storjordkrypare.
Artens utbredningsområde är Peru. Inga underarter finns listade i Catalogue of Life.